# Hans Cieslarczyk
Hans Cieslarczyk (Herne, Alemania, 3 de mayo de 1937-Offenburg, Alemania, 10 de junio de 2020) fue un futbolista y entrenador alemán, que jugaba de delantero y militó en diversos clubes de Alemania.

## Selección nacional
Con la selección de Alemania Federal, disputó 7 partidos internacionales y anotó solo 3 goles. Incluso participó con la selección alemana, en una sola edición de la Copa Mundial. La única participación de Cieslarczyk en un mundial, fue en la edición de Suecia 1958, donde convirtió un gol en la derrota por 6-3 ante Francia, aunque su selección obtuvo el cuarto lugar, en  la cita de Suecia.

### Participaciones en Copas del Mundo
| Mundial                        | Sede   | Resultado    |
| ------------------------------ | ------ | ------------ |
| Copa Mundial de Fútbol de 1958 | Suecia | Cuarto lugar |

## Clubes
| Club              | País     | Año       |
| ----------------- | -------- | --------- |
| Sodingen          | Alemania | 1955-1958 |
| Borussia Dortmund | Alemania | 1958-1962 |
| Dortmund 95       | Alemania | 1962-1963 |
| Westfalia Herne   | Alemania | 1963-1964 |
| Karlsruhe         | Alemania | 1964-1968 |

## Fallecimiento
Cieslarczyk falleció en Offenburger, el miércoles 10 de junio de 2020, a los 83 años de edad.